# Susanne Kitschun
Susanne Kitschun (* 12. August 1968 in Hannover) ist eine deutsche Historikerin und ehem. Politikerin (SPD). Sie ist Leiterin des Gedenk- und Ausstellungsortes Friedhof der Märzgefallenen. Von 2006 bis 2021 war sie Mitglied des Abgeordnetenhauses von Berlin, von 2011 bis 2021 auch stellvertretende Fraktionsvorsitzende der SPD-Fraktion.

## Ausbildung und Beruf
Kitschun studierte Sozial- und Wirtschaftsgeschichte in Bonn und Köln. Von 2000 bis 2005 war sie Leiterin des Abgeordnetenbüros der Bundesministerin Ulla Schmidt. 2006 wurde Susanne Kitschun am Otto-Suhr-Institut der FU Berlin in Politikwissenschaft promoviert.

## Politik
Susanne Kitschun trat 1996 in die SPD ein. Ende 2006 wurde sie Mitglied des Berliner Abgeordnetenhauses. 2011 wurde sie mit Direktmandat im Wahlkreis Friedrichshain-Kreuzberg 4 wiedergewählt. 2016 wurde Kitschun über die Bezirksliste wiedergewählt. Von 2011 bis 2021 war sie stellvertretende Fraktionsvorsitzende und Sprecherin der SPD-Fraktion für Strategien gegen rechts und Denkmalschutz.

## Weitere Funktionen
Kitschun ist Vorstandsmitglied von Gegen Vergessen – Für Demokratie e. V. und Mitglied im Sprecherrat der Arbeitsgemeinschaft Orte der Demokratiegeschichte. Außerdem ist sie Mitglied des beratenden Kuratorium der Stiftung neue Synagoge Berlin – Centrum Judaicum.

## Schriften, Aufsätze
- mit Oliver Gaida (Hrsg.): Die Revolution 1918/19 und der Friedhof der Märzgefallenen, Metropol, 2021, ISBN 3-86331-545-6.
- Der Demokratie-Gedenkort Friedhof der Märzgefallenen in Berlin, Konzeption und Perspektiven, in: Michael Parak / Norbert Böhnke (Hrsg.), Kommunale Erinnerungskultur und Demokratiegeschichte, Eine Publlikation von Gegen Vergessen - für Demokratie e. V., Berlin 2021, ISBN 978-3-9820589-3-1.
- El cementerio de la Revolución de Marzo en Berlín. Un lugar clave en la historia de la democracia europea in: Revista Murciana de Antropología, Núm. 28 (2021): El cementerio como lugar de la memoria europea, p. 79-98.